# بریاس
بریاس (به فرانسوی: Brias) یک کمون در فرانسه است که در پا-دو-کاله واقع شده‌است. بریاس ۷٫۷۴ کیلومتر مربع مساحت دارد ۱۶۰ متر بالاتر از سطح دریا واقع شده‌است.